# Chris Parnell
Thomas Christopher Parnell, detto Chris (Memphis, 5 febbraio 1967), è un attore, doppiatore e comico statunitense.
È noto soprattutto per aver fatto parte del cast del Saturday Night Live, per aver interpretato il dr. Leo Spaceman nella serie televisiva 30 Rock e per prestare la voce a Cyril Figgis in Archer e a Jerry Smith in Rick and Morty.

## Biografia
Chris Parnell è nato a Memphis, in Tennessee, in una famiglia appartenente alla comunità cristiana Southern Baptist Convention. Parnell si è diplomato alla Germantown High School e successivamente ha frequentato la University of North Carolina School of the Arts, dove ha conseguito la laurea in arte teatrale. Dopo la laurea si trasferisce di nuovo in Tennessee, dove insegna recitazione nel suo ex liceo. Una forte passione per la recitazione lo spinge poi a trasferirsi a Los Angeles, per perseguire la sua carriera di attore, iniziando a collaborare con il gruppo dei The Groundlings.

### Carriera
Mentre continua a esibirsi con The Groundlings, Parnell inizia a recitare in vari spot commerciali, in alcuni film e in numerose sitcom, come Seinfeld e Murphy Brown. Negli anni seguenti prende parte, sia come attore che come doppiatore, a molte serie e programmi televisivi, tra cui Saturday Night Live, 30 Rock e la serie animata Archer. Il 16 marzo 2018 Parnell entra a far parte del cast principale della serie televisiva Happy Together, nel ruolo di Wayne.

## Filmografia

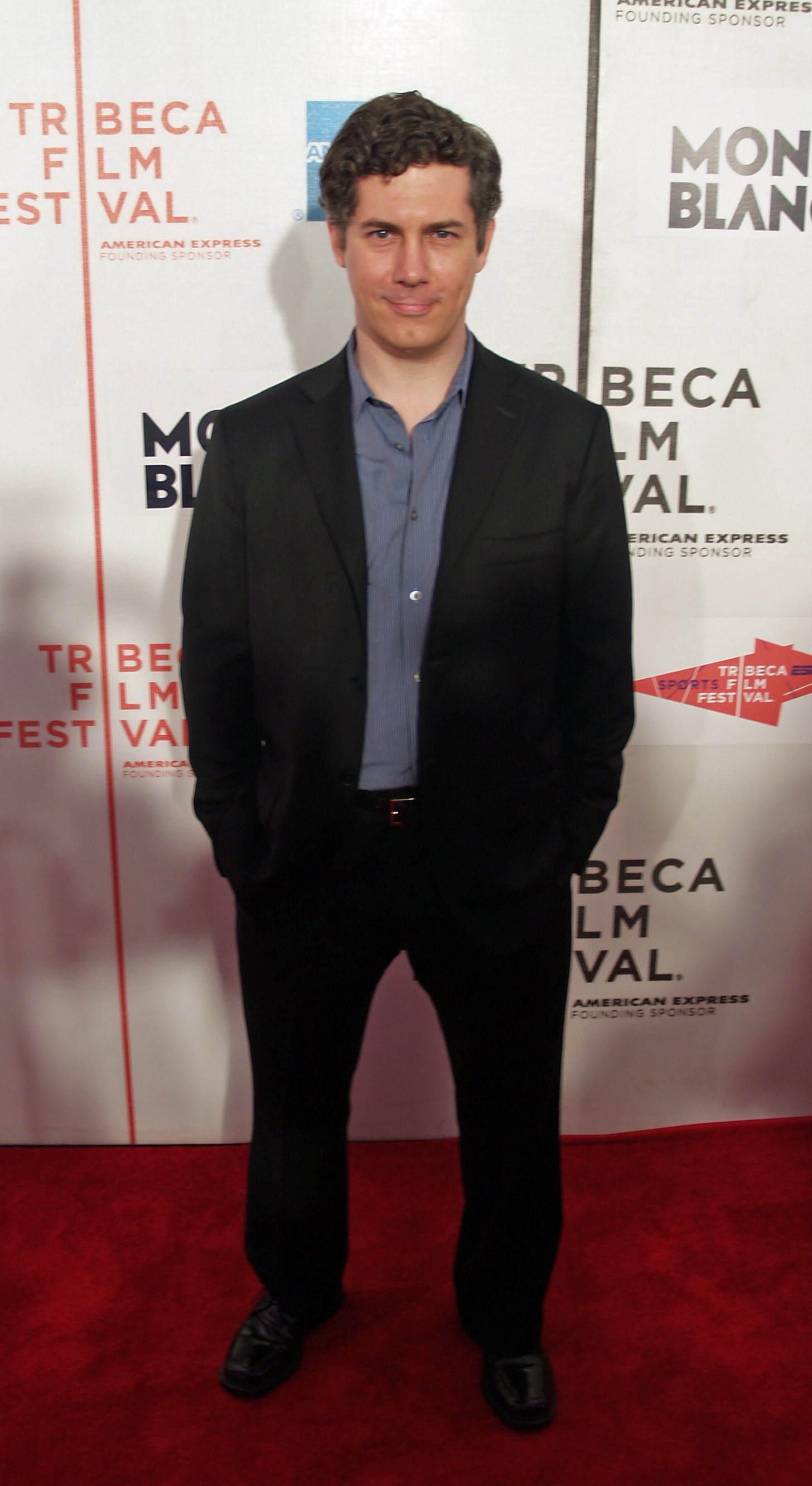
Parnell nel 2007 al Tribeca Film Festival

### Attore

#### Cinema
- Una promessa è una promessa (Jingle All the Way), regia di Brian Levant (1996)
- Decade of Love, regia di Kurt Voelker – cortometraggio (1997)
- It's a Small Life, regia di Carles e Carlos Vila – cortometraggio (1997)
- I Binky: Bedwetter, regia di David Marion – cortometraggio (1998)
- Operation, regia di Jason Reitman – cortometraggio (1998)
- Deadtime, regia di James Brett – cortometraggio (1999)
- The Ladies Man, regia di Reginald Hudlin (2000)
- Megalomania, regia di Jeff Broadstreet – cortometraggio (2000)
- The Religetables, regia di Robert Marianetti e David Wachtenheim – cortometraggio (2002)
- Evil Alien Conquerors, regia di Chris Matheson (2003)
- Farm Sluts, regia di Collin Friesen – cortometraggio (2003)
- Abbasso l'amore (Down with Love), regia di Peyton Reed (2003)
- Barely Legal - Doposcuola a luci rosse (National Lampoon's Barely Legal), regia di David M. Evans (2003)
- Looking for Kitty, regia di Edward Burns (2004)
- Anchorman - La leggenda di Ron Burgundy (Anchorman: The Legend of Ron Burgundy), regia di Adam McKay (2004)
- Wake Up, Ron Burgundy: The Lost Movie, regia di Adam McKay (2004)
- I'm Reed Fish, regia di Zackary Adler (2006)
- Ira & Abby, regia di Robert Cary (2006)
- The Grand, regia di Zak Penn (2007)
- Hot Rod - Uno svitato in moto (Hot Rod), regia di Akiva Schaffer (2007)
- Walk Hard - La storia di Dewey Cox (Walk Hard: The Dewey Cox Story), regia di Jake Kasdan (2007)
- Sunny & Share Love You, regia di Matthew Buzzell (2007)
- Kabluey, regia di Scott Prendergast (2007)
- Harold, regia di Greg Fields e T. Sean Shannon (2008)
- Eavesdrop, regia di Matthew Miele (2008)
- Paper Man, regia di Kieran e Michele Mulroney (2009)
- Incinta o... quasi (Labor Pains), regia di Lara Shapiro (2009)
- Hollywood & Wine, regia di Matt Berman e Kevin P. Farley (2010)
- The Dogfather, regia di Richard Boddington (2010)
- Answer This!, regia di Christopher Farah (2011)
- 21 Jump Street, regia di Phil Lord e Christopher Miller (2012)
- The Five-Year Engagement, regia di Nicholas Stoller (2012)
- Il dittatore (The Dictator), regia di Larry Charles (2012)
- Anchorman 2 - Fotti la notizia (Anchorman 2: The Legend Continues), regia di Adam McKay (2013)
- Break Point, regia di Jay Karas (2014)
- The Better Half, regia di Michael Winnick (2015)
- Le sorelle perfette (Sisters), regia di Jason Moore (2015)
- The Ridiculous 6, regia di Frank Coraci (2015)
- Austin Found, regia di Will Raée (2017)
- La battaglia dei sessi (Battle of the Sexes), regia di Jonathan Dayton e Valerie Faris (2017)
- Life of the Party - Una mamma al college (Life of the Party), regia di Ben Falcone (2018)
- Slice, regia di Austin Vesely (2018)
- Piccoli brividi 2 - I fantasmi di Halloween (The Goosebumps 2: Haunted Halloween), regia di Ari Sandel (2018)
- Un'ultima risata (The Last Laugh), regia di Greg Pritikin (2019)
- Panama Papers (The Laundromat), regia di Steven Soderbergh (2019)
- I Am Woman, regia di Unjoo Moon (2019)
- Freeze, regia di Maya Albanese – cortometraggio (2020)
- Alla scoperta di 'Ohana (Finding 'Ohana), regia di Jude Weng (2021)
- Home Sweet Home Alone - Mamma, ho perso l'aereo (Home Sweet Home Alone), regia di Dan Mazer (2021)
- Cheerleader per sempre (Senior Year), regia di Alex Hardcastle (2022)
- Cip & Ciop agenti speciali (Chip 'n Dale: Rescue Rangers), regia di Akiva Schaffer (2022)
- Our Little Secret, regia di Stephen Herek (2024)

#### Televisione
- Hope & Gloria – serie TV, episodio 2x19 (1996)
- Susan (Suddenly Susan) – serie TV, episodi 1x10-2x17 (1996-1998)
- Seinfeld – serie TV, episodio 9x01 (1997)
- The Jamie Foxx Show – serie TV, episodio 2x06 (1997)
- Nick Freno (Nick Freno: Licensed Teacher) – serie TV, episodio 2x11 (1997)
- Union Square – serie TV, episodio 1x13 (1998)
- Caroline in the City – serie TV, episodio 3x18 (1998)
- Murphy Brown – serie TV, episodi 10x21-10x22 (1998)
- Conrad Bloom – serie TV, episodi 1x01-1x03 (1998)
- Saturday Night Live – programma TV, 148 puntate (1998-2012)
- Casa Hughley (The Hughleys) – serie TV, episodio 4x07 (2001)
- Friends – serie TV, episodio 8x05 (2001)
- Ed – serie TV, episodio 3x05 (2002)
- As Told by Ginger – serie TV, episodio 2x25 (2003)
- 30 Rock – serie TV, 24 episodi (2006-2013)
- Miss Guided – serie TV, 7 episodi (2008)
- Saturday Night Live Weekend Update Thursday – programma TV, puntate 1x01-1x02 (2008)
- Better Off Ted - Scientificamente pazzi (Better Off Ted) – serie TV, episodio 2x08 (2010)
- Big Lake – serie TV, 10 episodi (2010)
- Funny or Die Presents – programma TV, 6 episodi (2010-2011)
- Eureka (A Town Called Eureka) – serie TV, episodi 4x10-4x21 (2010-2011)
- Mad Love – serie TV, episodi 1x07-1x08 (2011)
- Workaholics – serie TV, episodio 1x10 (2011)
- Jon Benjamin Has a Van – serie TV, episodio 1x03 (2011)
- Love Bites – serie TV, episodio 1x05 (2011)
- Curb Your Enthusiasm – serie TV, episodio 8x06 (2011)
- In cerca di Jane (I Just Want My Pants Back) – serie TV, 6 episodi (2011-2012)
- Suburgatory – serie TV, 36 episodi (2011-2014)
- Comedy Bang! Bang! – programma TV, 4 puntate (2012-2016)
- Filthy Sexy Teen$, regia di Alex Fernie – film TV (2013)
- Drunk History – serie TV, 6 episodi (2013-2019)
- Glee – serie TV, episodio 5x17 (2014)
- Garfunkel and Oates – serie TV, episodio 1x02 (2014)
- Bad Judge – serie TV, episodio 1x01 (2014)
- Benched - Difesa d'ufficio (Benched) – serie TV, episodio 1x11 (2014)
- Brooklyn Nine-Nine – serie TV, episodi 2x14-2x19 (2015)
- Childrens Hospital – serie TV, episodio 6x01 (2015)
- The Spoils Before Dying – miniserie TV, puntate 03-05 (2015)
- Another Period – serie TV, episodio 1x05 (2015)
- Wolfgirl, regia di Mike Bernstein – cortometraggio TV (2015)
- Highston – episodio pilota (2015)
- Inside Amy Schumer – serie TV, episodio 4x01 (2016)
- Ask the StoryBots – serie animata, episodio 1x06 (2016)
- Tween Fest – serie TV, episodio 1x08 (2016)
- The 5th Quarter – serie TV, episodi 1x03-1x06 (2016)
- Michael Bolton's Big, Sexy Valentine's Day Special, regia di Akiva Schaffer e Scott Aukerman – film TV (2017)
- Black-ish – serie TV, episodio 3x23 (2017)
- Unbreakable Kimmy Schmidt – serie TV, episodio 3x10 (2017)
- Great News – serie TV, episodio 2x02 (2017)
- Grown-ish – serie TV, 10 episodi (2018)
- Happy Together – serie TV, 7 episodi (2018-2019)
- Miracle Workers – serie TV, episodio 1x01 (2019)
- The Goldbergs – serie TV, episodi 7x09-7x15 (2019-2020)
- Will & Grace – serie TV, episodi 11x03-11x15 (2019-2020)
- Unbreakable Kimmy Schmidt - Kimmy vs il Reverendo, regia di Claire Scanlon – film TV (2020)
- Dummy – serie TV, episodio 1x10 (2020)
- At Home with Amy Sedaris – serie TV, episodio 3x10 (2020)
- Mapleworth Murders – serie TV, episodi 1x01-1x02 (2020)
- La misteriosa accademia dei giovani geni (The Mysterious Benedict Society) – serie TV, episodi 2x02-2x03 (2022)
- Fallout – serie TV, episodi 1x06-1x07 (2024)

### Doppiatore

#### Cinema
- Shooting Lily, regia di Arthur Borman (1996)
- Kung Fu Magoo, regia di Andrés Couturier (2010)
- Hotel Transylvania, regia di Genndy Tartakovsky (2012)
- Fuga dal pianeta Terra (Escape from Planet Earth), regia di Cal Brunker (2013)
- Turbo, regia di David Soren (2013)
- Hotel Transylvania 2, regia di Genndy Tartakovsky (2015)
- Hotel Transylvania 3 - Una vacanza mostruosa (Hotel Transylvania 3: Summer Vacation), regia di Genndy Tartakovsky (2018)
- Ajax All Powerful, regia di Ethan Shaftel – cortometraggio animato (2020)
- Una notte al museo - La vendetta di Kahmunrah (Night at the Museum: Kahmunrah Rises Again), regia di Matt Danner (2022)

#### Televisione
- A Freezerburnt Christmas, regia di Michael Bannon – cortometraggio TV (1997)
- TV Funhouse – serie animata, episodio 1x06 (2001)
- Word Girl (WordGirl) – serie animata, 89 episodi (2007-2013)
- Kröd Mändoon and the Flaming Sword of Fire – serie TV, 5 episodi (2009)
- Glenn Martin - Dentista da strapazzo (Glenn Martin, DDS) – serie animata, 4 episodi (2009-2010)
- Archer – serie animata, 144 episodi (2009-2023)
- The Life & Times of Tim – serie animata, episodi 2x04-2x07-2x08 (2010)
- Robot Chicken – serie animata, episodio 5x03 (2011)
- Lanny & Wayne - Buoni vs. cattivi (Prep & Landing: Naughty vs. Nice), regia di Kevin Deters e Stevie Wermers – cortometraggio TV animato (2011)
- T.U.F.F. Puppy – serie animata, episodio 1x15 (2011)
- Gravity Falls – serie animata, episodi 1x02-1x08 (2012)
- Electric City – web serie, 20 webisodi (2012)
- Rick and Morty – serie animata, 71 episodi (2013-2023)
- The Tom & Jerry Show – serie animata, episodio 1x02 (2014)
- AJ's Infinite Summer, regia di Phil Rynda – cortometraggio TV animato (2014)
- BoJack Horseman – serie animata, episodio 1x06 (2014)
- TripTank – serie animata, 7 episodi (2014-2016)
- Penn Zero: Eroe Part-Time (Penn Zero: Part-Time Hero) – serie animata, episodio 1x12 (2015)
- The Adventures of OG Sherlock Kush – web serie, webisodio 1x1 (2015)
- Be Cool, Scooby-Doo! – serie animata, episodio 1x05 (2015)
- Nature Cat – serie animata, 41 episodi (2015-2023)
- I Croods - Le origini (Dawn of the Croods) – serie animata, 12 episodi (2015-2016)
- Mr. Peabody & Sherman Show (The Mr. Peabody & Sherman Show) – serie animata, 52 episodi (2015-2017)
- Sofia la principessa (Sofia the First) – serie animata, episodio 3x18 (2016)
- Bob's Burgers – serie animata, episodio 6x15 (2016)
- Elena di Avalor (Elena of Avalor) – serie animata, 22 episodi (2016-2020)
- American Dad! – serie animata, 19 episodi (2016-2023)
- Elena e il segreto di Avalor (Elena and the Secret of Avalor), regia di Jamie Mitchell – film TV (2017)
- Samurai Jack – serie animata, episodi 5x01-5x05 (2017)
- Blaze e le mega macchine (Blaze and the Monster Machines) – serie animata, episodio 4x02 (2018)
- Adam il rompiscatole (Adam Ruins Everything) – programma TV, 6 puntate (2018)
- Love, Death & Robots – serie animata, episodi 1x02-3x01-4x05 (2019-2025)
- I Griffin (Family Guy) – serie animata, 25 episodi (2019-2022)
- Bless the Harts – serie animata, episodi 1x09-2x02 (2019-2020)
- La prossima fantastica avventura di Archibald (Archibald's Next Big Thing) – serie animata, 15 episodi (2019-2021)
- Close Enough – serie animata, episodio 1x07 (2020)
- I Simpson (The Simpsons) – serie animata, episodio 32x10 (2020)
- M.O.D.O.K. – serie animata, episodio 1x04 (2021)
- Cani nello spazio (Dogs in Space) – serie animata, 20 episodi (2021-2022)
- My Adventures with Superman – serie animata, episodi 1x02-1x05 (2023)
- Teen Titans Go! – serie animata, episodio 8x24 (2023)
- Hailey's On It! – serie animata, episodio 1x18 (2023)

#### Videogiochi
- Rick and Morty Simulator: Virtual Rick-ality (2017)
- Grand Theft Auto Online (2019)
- Maneater (2020)

## Discografia

### Album
- 2009 – Incredibad

### Singoli
- 2005 – Lazy Sunday
- 2012 – Lazy Sunday 2

## Doppiatori italiani
Nelle versioni in italiano delle opere in cui ha recitato, Chris Parnell è stato doppiato da:
- Marco Mete in 30 Rock, 21 Jump Street, Fallout
- Sergio Lucchetti in Incinta o... quasi, Cip & Ciop agenti speciali
- Vladimiro Conti in The Five-Year Engagement, Miracle Workers
- Tonino Accolla in Una promessa è una promessa
- Antonio Angrisano in Anchorman - La leggenda di Ron Burgundy
- Mauro Gravina in Suburgatory
- Alessandro Rossi ne Il dittatore
- Fabrizio Vidale in The Ridiculous 6
- Simone D'Andrea ne La battaglia dei sessi
- Gianluca Crisafi in Unbreakable Kimmy Schmidt
- Stefano Benassi in Piccoli brividi 2 - I fantasmi di Halloween
- Massimo De Ambrosis in Cheerleader per sempre
- Fabrizio Russotto in Our Little Secret
- Mino Caprio in Brooklyn Nine-Nine

Da doppiatore è sostituito da:
- Angelo Maggi in Elena di Avalor, Elena e il segreto di Avalor
- Oreste Baldini in Hotel Transylvania, I Simpson[5]
- Mauro Gravina in Archer
- Fabrizio Russotto in Rick and Morty
- Vladimiro Conti in Fuga dal pianeta Terra
- Teo Bellia in Word Girl
- Enrico Di Troia in Mr. Peabody & Sherman Show
- Alessio Cigliano in Hotel Transylvania 3 - Una vacanza mostruosa
- Carlo Petruccetti ne I Griffin[6][7]
- Sacha De Toni in Cani nello spazio[8]